# Комб, Жан-Кристоф
Жан-Кристоф Комб (фр. Jean-Christophe Combe; род. 14 сентября 1981, Сент-Мену) — французский политик, министр солидарности, автономности пожилых граждан и по делам лиц с ограниченными возможностями (2022—2023).

## Биография
Родился 14 сентября 1981 года в Сент-Мену в департаменте Марна, окончил парижский лицей Клода Моне, изучал историю в Университете Париж 1 Пантеон-Сорбонна, затем поступил в Институт политических исследований (Париж) и окончил его в 2005 году. Уже в 2003 году начал профессиональную карьеру в качестве советника фракции Центристского союза в Сенате Франции.
С 2006 года работал в руководстве сети компаний Deloitte, в 2007—2009 годах управлял канцелярией мэра города Шалон-ан-Шампань Брюно Бург-Брока, представлявшего Союз за народное движение, затем до 2011 года работал в аппарате Эмманюэля Лами, мэра Сен-Жермен-ан-Ле, также представлявшего СНД.
В 2011 году возглавил аппарат президента Французского Красного Креста Жана-Франсуа Маттеи, в 2016 году начал исполнять обязанности генерального директора ФКК.
4 июля 2022 года было сформировано второе правительство Борн, в котором Комб получил портфель министра солидарности, автономности пожилых граждан и по делам лиц с ограниченными возможностями.
20 июля 2023 года в правительстве произошли кадровые перестановки, вследствие которых Комб был выведен из его состава, а его кресло заняла Аврора Берже.